# Större poppelglasvinge
Större poppelglasvinge, Sesia apiformis, är en fjärilsart som beskrevs av Carl Alexander Clerck, 1759. Större poppelglasvinge ingår i släktet Sesia och familjen glasvingar, Sesiidae. Arten  har livskraftiga, LC, populationer i både Sverige och Finland. Inga underarter finns listade i Catalogue of Life.
Den har en vingbredd på 30–47 millimeter och har en gul och svart kropp som får den att likna en geting, ett exempel på mimikry. Genom att likna en geting kan fjärilen lura predatorer att lämna den ifred, egentligen är den helt ofarlig och kan inte stickas.
Den större poppelglasvingens larv lever på asp, poppel och sälg. Larven gnager gångar under barken på levande träd, nära stammens bas. Utvecklingen från ägg till imago kan ta tre år. Förpuppningen sker i en kokong under värdträdets bark.

## Bildgalleri

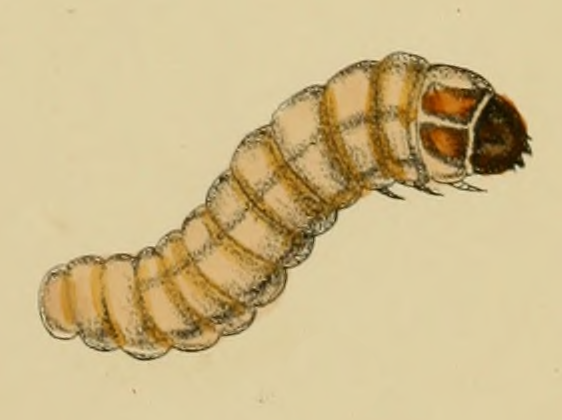
Illustration av fjärilens larv
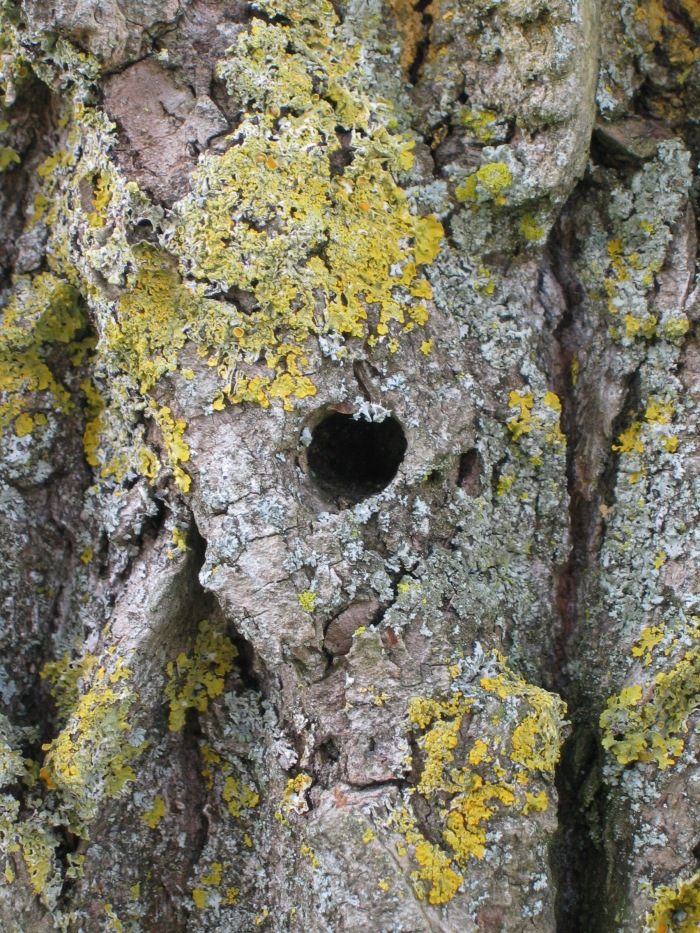
Kläckhål efter större poppelglasvinge
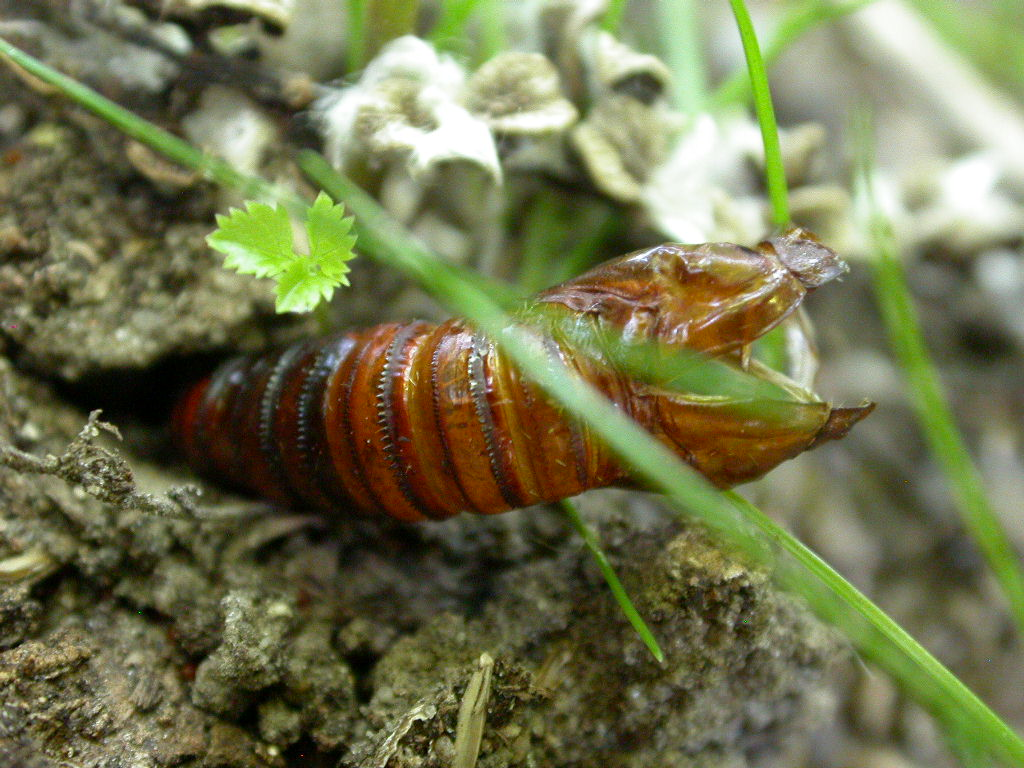
Pupphud (tomt skal) efter större poppelglasvinge
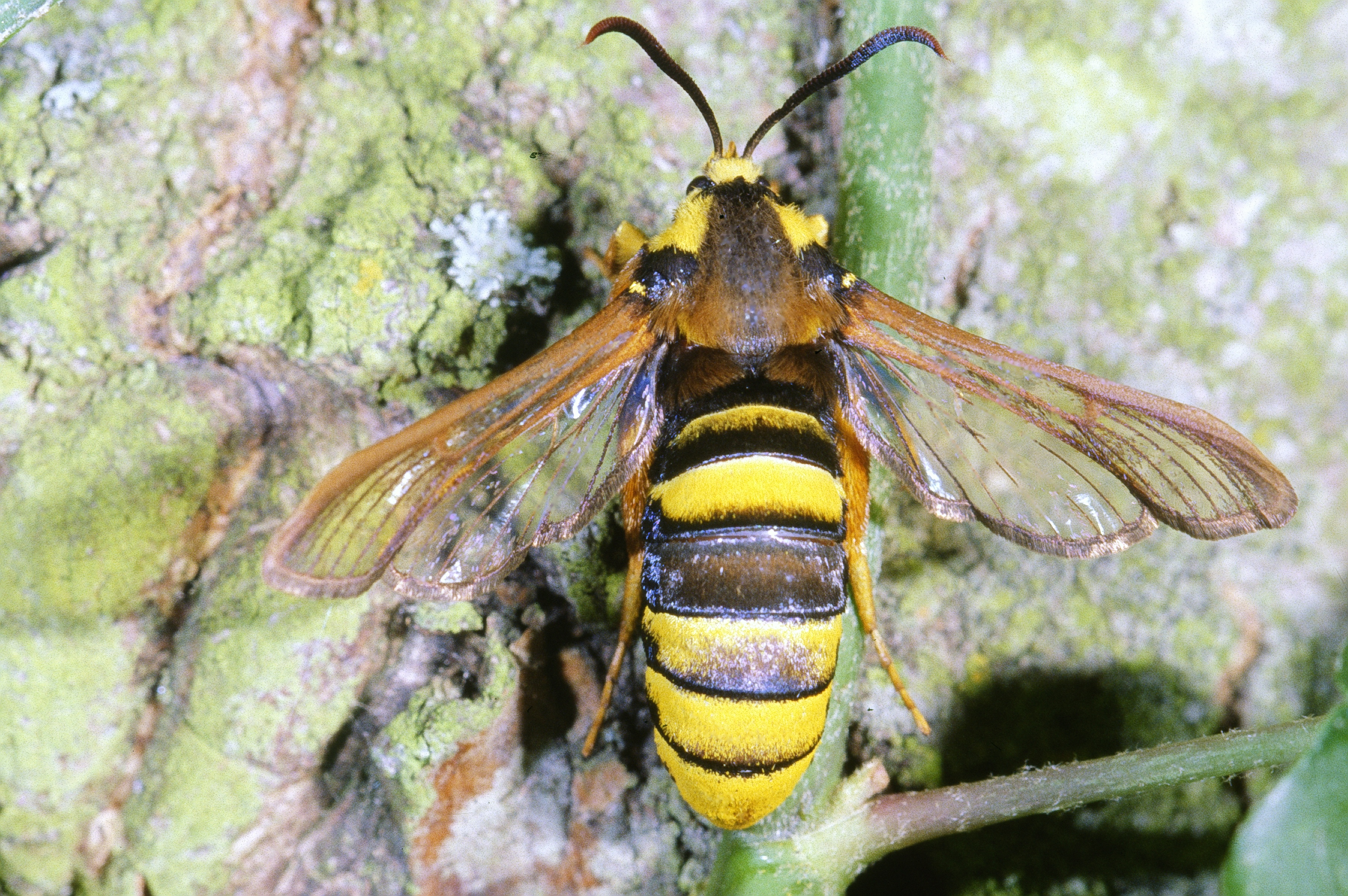
Imago fjäril
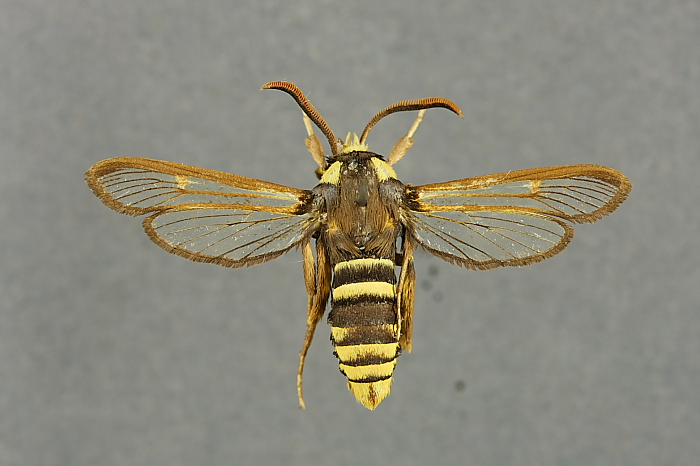
Preparerad (uppnålad) imago fjäril